# يك باغي
يك باغي هي قرية في مقاطعة نائين، إيران. يقدر عدد سكانها بـ 8 نسمة بحسب إحصاء 2016.